# Retaria
Retaria (лат.) — тип ризарий, объединяющий фораминифер и радиолярий. Существует спорное мнение о принадлежности к нему и Endomyxa.

## История классификации
Группу Retaria выделил Томас Кавалье-Смит в 1999 году, поместив в неё фораминифер и радиолярий. Она получила ранг инфрацарства в подцарстве Neozoa царства Protozoa. Автор дал ей следующий диагноз: питание с помощью ретикулоподий, которые, как правило, выходят из одной или более пор в жёсткой гликопротеиновой раковине или стенке капсулы и имеют внутренний скелет из микротрубочек; наличие крупной трофической стадии без ундулиподий и меньшей расселительной стадии с двумя жгутиками, возникающей путём множественного деления; закрытый митоз (внутриядерное веретено деления); ядрышко в ходе митоза распадается. Группу в этом объёме можно было охарактеризовать как преимущественно морских гетеротрофов с ретикулоподиями или аксоподиями и обычно со скелетом разных типов.
В 2002 году Кавалье-Смит понизил ранг Retaria до типа в новом инфрацарстве Rhizaria подцарства Gymnomyxa царства Protozoa. В 2007 году монофилия этого типа в тогдашнем составе была подтверждена молекулярными данными.
В 2018 году Кавалье-Смит перенёс в тип Retaria (в составе инфрацарства Rhizaria подцарства Harosa царства Chromista) группу Endomyxa, ранее относимую к церкозоям. Объединение фораминифер и радиолярий (то есть Retaria в прежнем составе) получило название Ectoreta и ранг подтипа. Но в следующем году молекулярный анализ Николаса Ирвина с соавторами показал принадлежность Endomyxa к церкозоям, а не Retaria.

## Классификация
Согласно макросистематике Майкла Руджеро с соавторами 2015 года, тип Retaria включает 6 классов:
- Подтип Foraminifera — Фораминиферы
  - Класс Monothalamea
  - Класс Globothalamea
  - Класс Tubothalamea
- Подтип Radiozoa (Радиолярии)
  - Надкласс Polycystinia
    - Класс Polycystinea — Полицистины[9]

  - Надкласс Spasmaria
    - Класс Acantharea — Акантарии
    - Класс Sticholonchea

### Альтернативная классификация 1
В 2019 году Адл с коллегами в своей ревизии классификации протистов представили уточнённую версию безранговых взаимоотношений в кладе Retaria:77—80:
- Foraminifera d’Orbigny, 1826 — Фораминиферы
  - Globothalamea Pawlowski et al., 2012
  - Monothalamea Pawlowski et al., 2013
  - Tubothalamea Pawlowski et al., 2012
- Radiolaria Muller, 1858 sensu Adl et al., 2005 — Радиолярии, или лучевики
  - Acantharea Haeckel, 1881 emend. Mikrjukov, 2000 — Акантарии
  - Polycystinea Ehrenberg, 1838 emend. Haeckel, 1887 — Полицистины
  - Taxopodida Fol, 1883

### Альтернативная классификация 2
Согласно системе Томаса Кавалье-Смита 2018 года, тип Retaria включает 10 классов и его классификация выглядит следующим образом:
- Подтип Endomyxa
  - Надкласс Marimyxia
  - Надкласс Proteomyxia
- Подтип Ectoreta
  - Инфратип Foraminifera (Фораминиферы)
  - Инфратип Radiozoa (Радиолярии)
    - Надкласс Polycystinia
    - Надкласс Spasmaria

## Эволюционная история
Древнейшие надёжно идентифицированные остатки ретарий относятся к кембрийскому периоду и одновременно являются древнейшими надёжно идентифицированными остатками хромистов в целом (на 2018 год). Это остатки фораминифер (возрастом около 535 млн лет) и радиолярий с кремнезёмовым скелетом. Предки ретарий, вероятно, были морскими организмами и имели вид крупных амебоидных клеток с ретикулоподиями.